# Don Randi
Don Randi (* 25. února 1937, New York) je americký jazzový klavírista. Byl členem skupiny studiových hudebníků The Wrecking Crew. Během své kariéry spolupracoval s mnoha hudebníky, mezi které patří například Elvis Presley Cass Elliot, Nancy Sinatra nebo skupiny Love, Buffalo Springfield a The Beach Boys. Během své kariéry rovněž vydal několik nahrávek jako leader. V roce 1970 otevřel v losangeleském předměstí Studio City klub The Baked Potato.